# Repolho (banda)

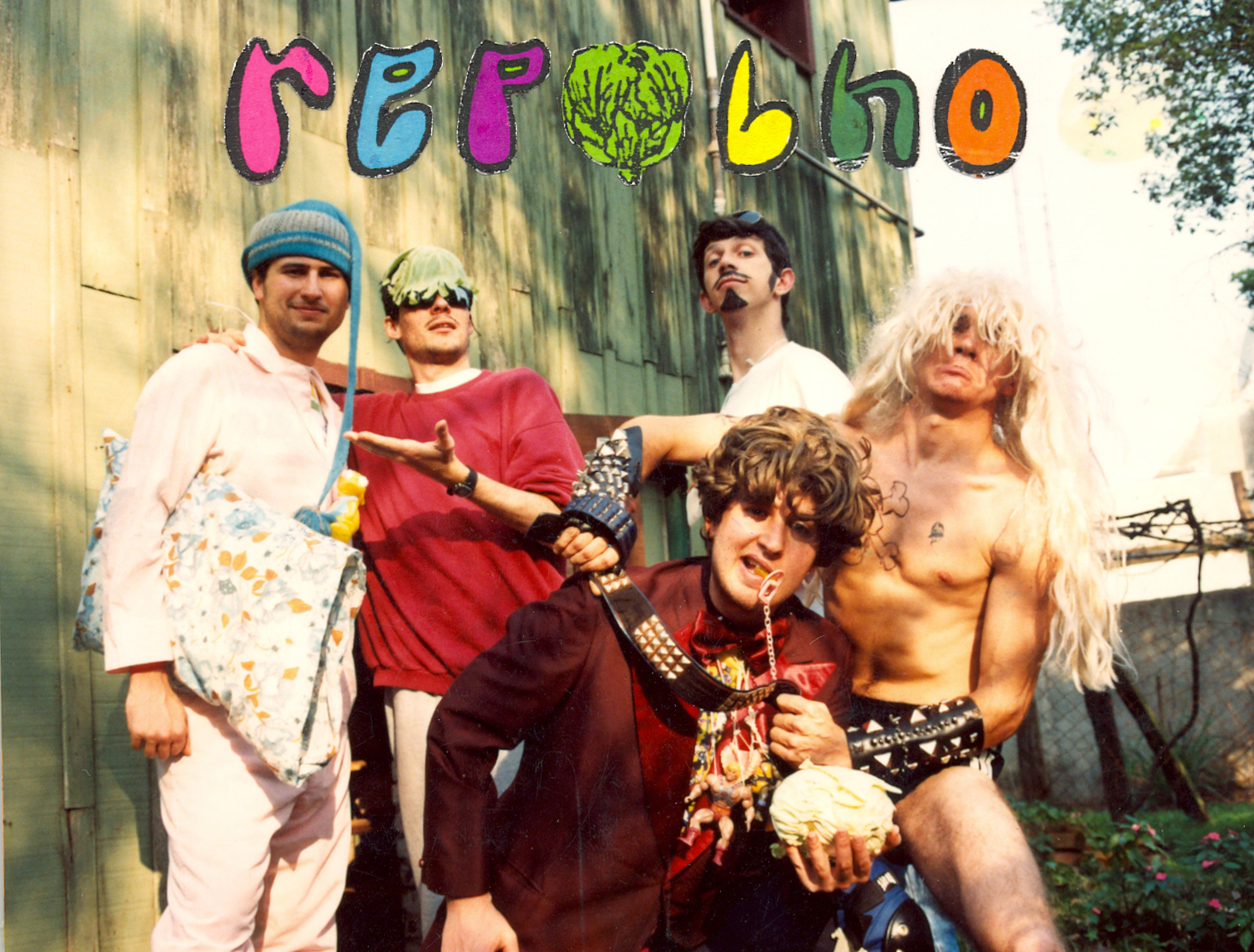
A banda Repolho.

Repolho é uma banda brasileira de Chapecó, estado de Santa Catarina, fundada por Demétrio e Roberto Panarotto em 1991. O trabalho segue na linha do rock alternativo, misturando referenciais de diferentes estilos da música popular e com forte ênfase em um humor escrachado, mas inteligente e questionador. Principalmente a ela deve-se a renovação da cena roqueira na região do oeste catarinense e a inserção de Santa Catarina no mapa do pop brasileiro. Sua formação mudou várias vezes nas partes de baixo e bateria, e sua produção inclui quatro álbuns, intitulados Repolho Volume 1, 2, 3 e 4, três demo-tapes, participação em coletâneas, alguns  videoclips e um filme de curta-metragem. Um projeto paralelo, integrado pelos irmãos Panarotto e convidados especiais, produziu três CDs: 2Violão e 1Balde, Chamando Chuva e Parangolés ... ou Bergamotiando. A Repolho conquistou um grande público para um grupo alternativo e independente, e recebeu elogios entusiasmados de vários músicos e críticos de destaque no país.

## História

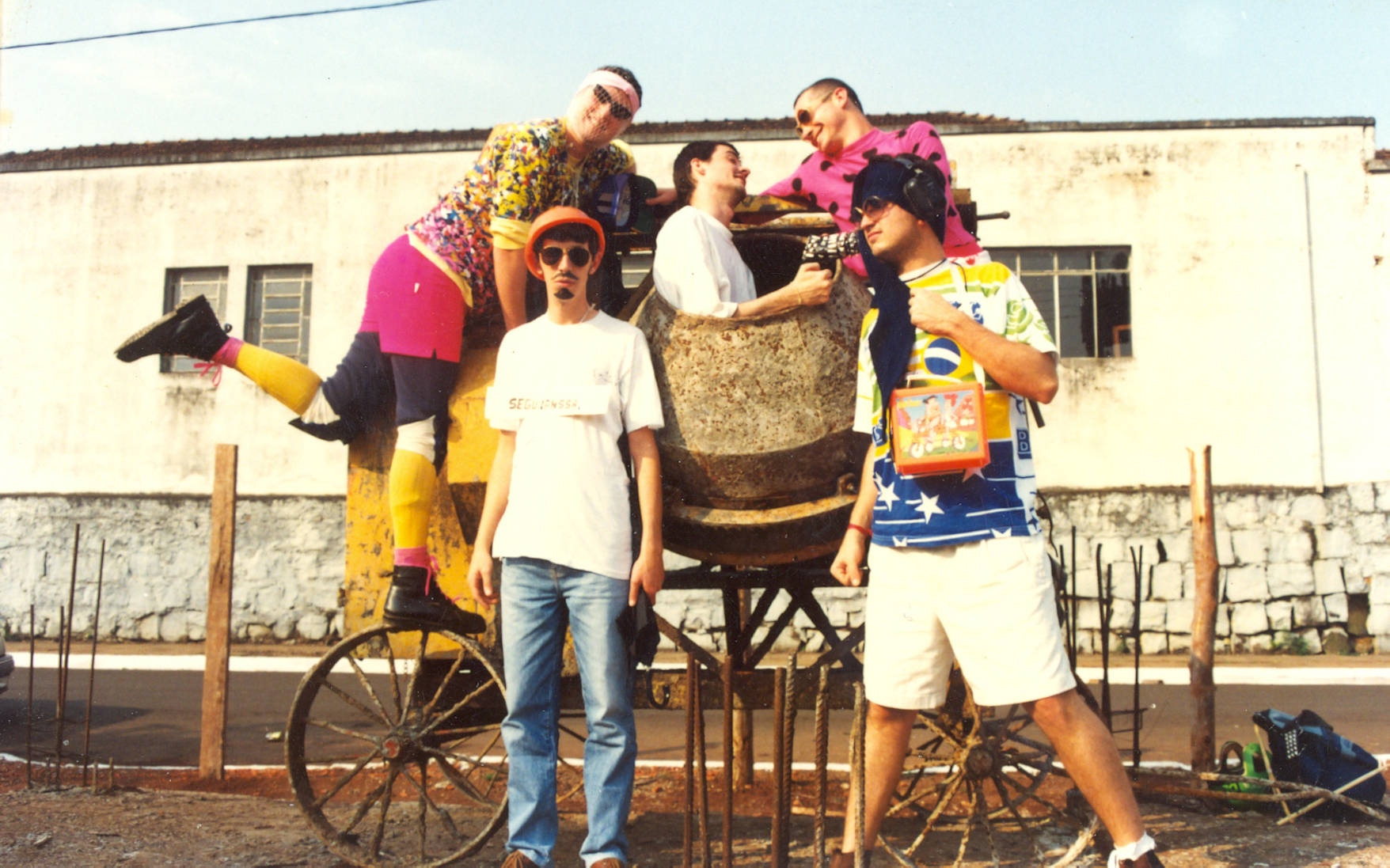
A banda em 1994, na gravação de Repolho e a Horta da Alegria.

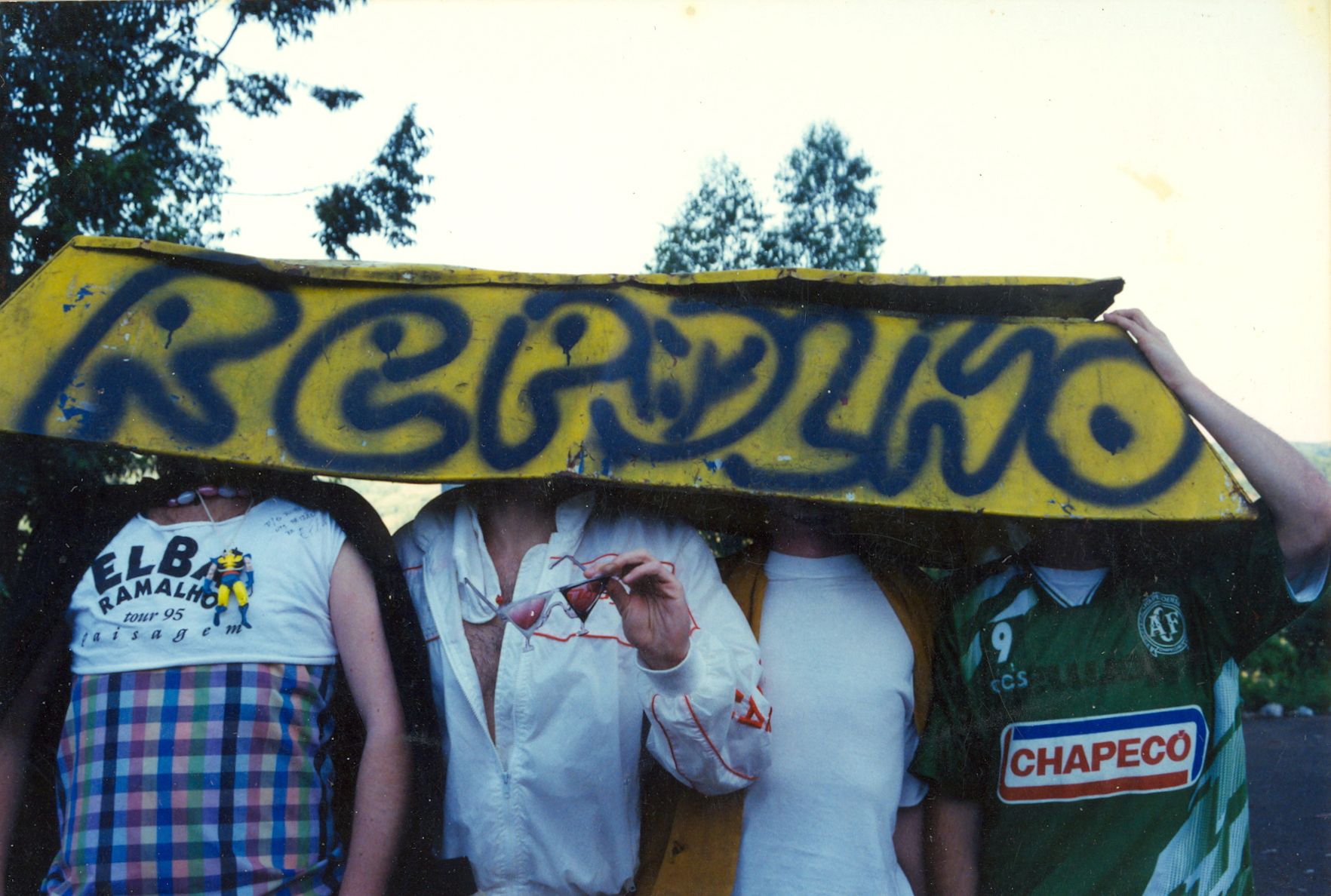
A banda em 1995, na gravação de Campo e Lavôra.

A banda iniciou as suas atividades no ano de 1991 por iniciativa dos irmãos Demétrio e Roberto Panarotto, que se responsabilizavam pelos vocais e guitarra, com Paulo de Nadal ("Girino") no baixo e Anderson Birde Gambatto ("Passarinho") na bateria. Ao longo dos anos a banda mudaria sua composição várias vezes para cobrir as partes de baixo e bateria, permanecendo continuamente os irmãos Panarotto na liderança e na definição dos seus rumos estéticos. Na primeira metade da década de 90 foram gravadas três demo tapes: Chapô a Galeria em 1993, Repolho e a Horta da Alegria em 1994, e Campo e Lavôra em 1995.
O primeiro CD foi lançado em 1997, produzido por Marcelo Birck e Thomas Dreher, e intitulado  Repolho Vol. 1, com a participação de Marcio Grobogopatel (Ultramen) e Luciano Zanatta. Logo após o baixista Girino se retirou, mudando-se para Curitiba. A mudança originou também uma certa reorientação no trabalho, abrindo-se a perspectiva de gravar músicas até então deixadas de lado. No segundo CD, Repolho Vol.2, gravado entre 1998 e 1999 e lançado em 2001, contou novamente com a produção de Marcelo Birck em treze das dezessete faixas, as outras quatro foram produzidas por Edu K. Participaram Flávio Basso (Júpiter Maçã), Bilu da Gaita e Eric Follmann. O Vol.2 foi bem recebido no eixo Rio-São Paulo e chamou a atenção para o rock catarinense.
Em 2004, a banda lançou um compacto duplo em vinil com quatro faixas temáticas, intitulado Sorria, Meu Bem!. No mesmo ano, os irmãos Panarotto lançaram um trabalho paralelo, o CD Banda Repolho Apresenta: Irmãos Panarotto em "2Violão e 1Balde", produzido por Birck, que se desviou um pouco do estilo a que estavam acostumados, apresentando uma proposta mais densa e investigativa e explorando com mais intensidade os recursos eletrônicos. O disco foi bastante elogiado, chegando a aparecer em algumas listas de melhores álbuns de 2004. Hermano Vianna, em matéria na Revista Trip, declarou: 
"Geralmente não gosto de música engraçada. É igual piada: não funciona na segunda audição. Daí meu espanto de já ter escutado este 2Violão e 1Balde várias vezes, compulsivamente, e ter chegado, sem mais nem menos, à conclusão seriíssima de que é um dos melhores discos da história do pop nacional. Diretamente de Chapecó, oeste profundo de Santa Catarina, os irmãos Panarotto desconstroem o punk, o iê-iê-iê, o funk carioca, o folclore gauchesco, tudo sob o comando da produção pós-eletroacústica do meu ídolo Marcelo Birck. O resultado: iluminação estética e eternas gargalhadas".
Repolho Vol.3, produzido a partir de uma parceria entre os irmãos Dreher e os irmãos Panarotto, teve suas gravações iniciadas em 2004, sendo lançado em 2006, contando com a participação de Wander Wildner, Júpiter Maçã, Diego Medina, Leandro Blessmann e alguns dos integrantes das bandas Os Massa e Jeans. Michel Marcon e Ricardo Bellei, que entraram na banda entraram em 2001, fizeram o baixo e a bateria do Vol.3. De acordo com o portal Whiplash, que elogiou o grupo como "um dos mais cultuados e importantes da história do rock independente nacional", o Vol.3 se revelou o trabalho mais maduro e bem acabado até a data: 

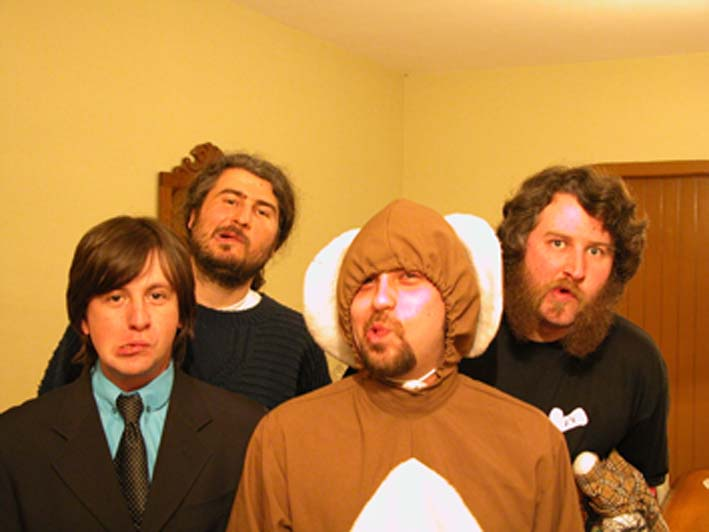
A banda na gravação do Vol.3.

"Apesar dos grandes clássicos do Repolho — como "Juvenal", "Lilico" e "Paulo Balanço" — estarem nos primeiros trabalhos, as canções de Vol. 3 mantém um nível elevado do início ao fim. Se pode notar desde influências da poesia concreta & tropicalismo (como em "Ah! É!" com suas referência ao Tom Zé, entre outras), mangue beat (em "Dotô Paxeco"), punk (com Wander Wildner em Os desafinados também amam e em todo o espírito independente de 'faça você mesmo'), benga music (em "Benga na Alemanha"), vinhetas comerciais de brinquedos antigos (em "Lá Lé Li Ló Lú") e, claro, o bom e velho (e velho, e velho, e velho) Róque Em Rou. Um destaque é "Em Etapu", composição cascavellética exclusiva de Flávio Basso".
As gravações do Repolho Vol.4 começaram em 2007 em Porto Alegre, em parceria com Osmarmotta, banda que também participou em algumas faixas e assinou a gravação e mixagem. A masterização ficou por conta de Thomas Dreher. Contém regravações e quatro músicas novas. O disco foi lançado em 2009, sendo considerado por Marcos Espíndola, do Clic RBS, como um trabalho "que subverte o preconceito com relação ao conceito de 'tosquice'. É o suprassumo da sempre bem-vinda irreverência de uma das mais conscientes bandas independentes do país". Alexandre Matias, jornalista e membro da Associação Paulista de Críticos de Arte, uniu-se a Espíndola nos elogios, considerando o Vol.4 "um dos melhores discos de 2009".
Neste ínterim, em 2008 surgiu um curta-metragem, Tchuco, Baúco e Sporcatione, produzido pela Vinil Filmes, com direção de Chico Caprario e edição de Marco Martins, mostrando uma viagem dos irmãos Panarotto por vários países da Europa, fazendo esquetes. Com 16 minutos de duração, estreou em 30 de janeiro em Florianópolis. A produtora apresentou o filme humoristicamente, de acordo com seu conteúdo, como "Muito mais do que uma viagem. Um filme. Uma grande produção, gravada em vídeo, fitas recicláveis, câmera amador, em cenários naturais respeitando todas as falhas possíveis e inimagináveis. Dois irmãos que se encontram em uma estação de trem fantasma. Só o tempo poderá explicar". Segundo Demétrio Panarotto, "usamos as músicas para dialogar com as imagens, é mais do que um videoclipe. É uma experimentação de linguagens, do cinema com a música e desta com a literatura, a publicidade, o texto. Está tudo vinculado a uma estrutura, uma não é mera ilustração da outra".
Em 2011 o site Os Armênios relançou a discografia completa, e seus 20 anos de carreira foram comemorados em show promovido pela Unochapecó, dentro do projeto Unocultural – Ano 2. No ano seguinte os irmãos Panarotto lançaram outro trabalho paralelo, Chamando Chuva, que havia sido gravado em Porto Alegre em janeiro de 2010, com produção de Birck. Tem canções curtas e se desenvolve na mesma linha de 2Violão e 1Balde. Em 2018 surgiu Parangolés, bricolagens e outras criatividades que aprendemos nas aulas de arte ou Bergamotiando, CD dos Irmãos Panarotto lançado pelo 180 Selo Fonográfico.

## Obra

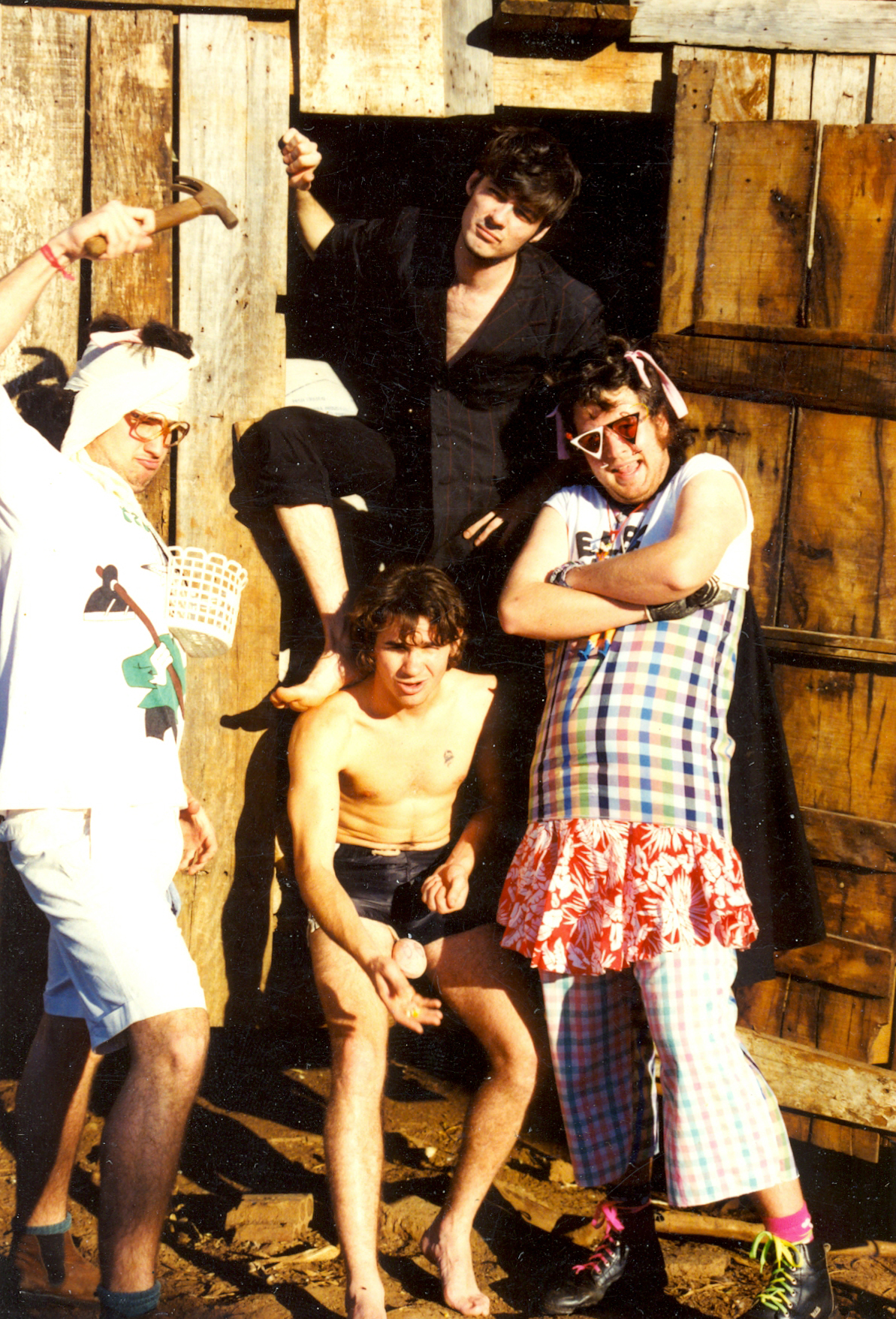
A banda em 1995, na gravação de Campo e Lavôra.

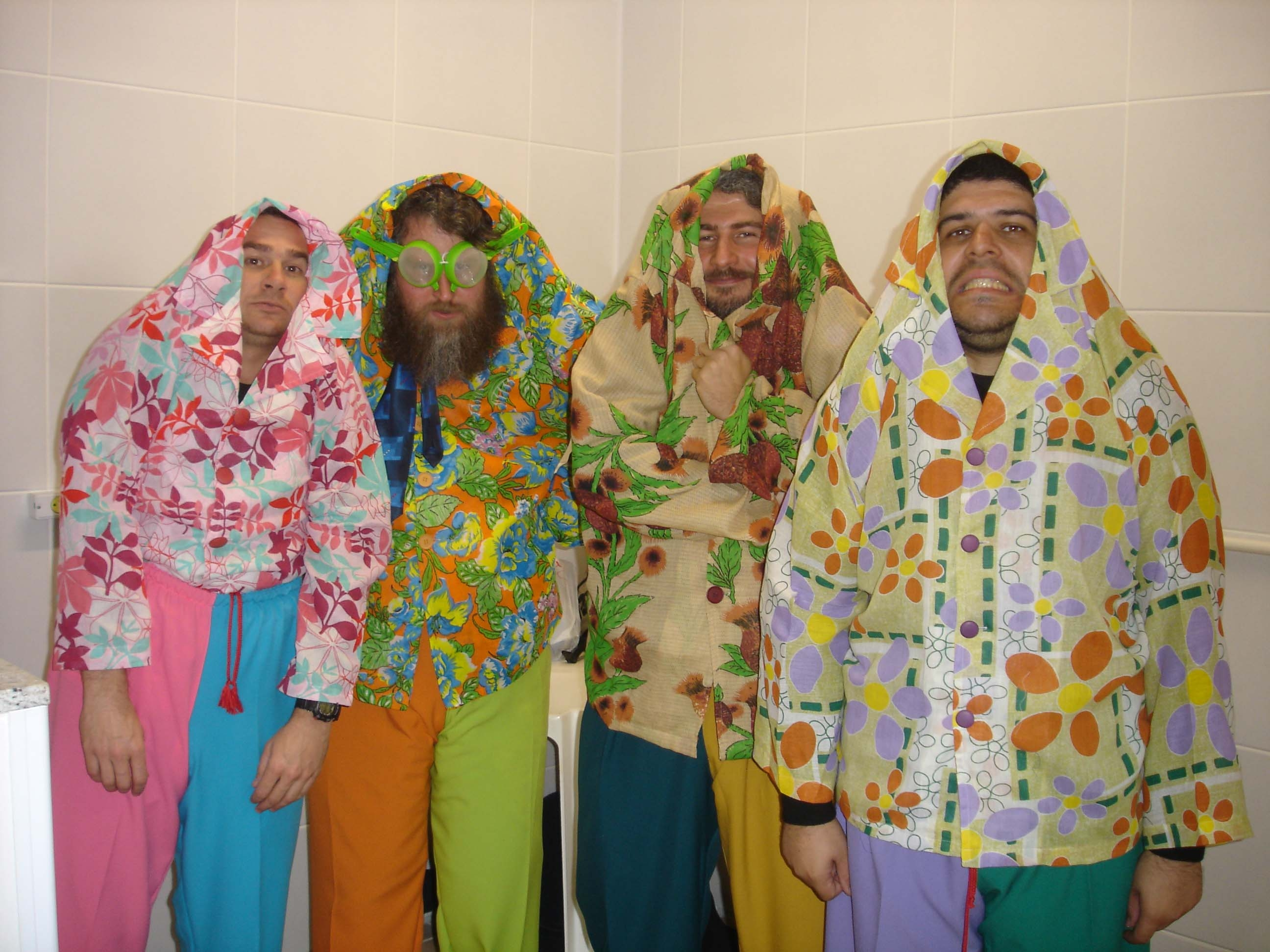
A Repolho em 2008 na gravação do Vol.4.

A música tem uma base de rock/pop rock, com acréscimo de regionalismos, elementos experimentais e de outras vertentes populares, com apresentações performáticas onde o humor é uma constante, um humor que Eduardo Ferreira, escrevendo para o portal Cidadão Cultura, qualificou de "cáustico e exagerado, quase trash, inventivo e extremamente indócil. [...] Os caras escracham pra valer, com singular maestria". Suas letras são repletas de piadas, trocadilhos, quebras de continuidade, nonsense, surpresas, significados dúbios, expressões idiomáticas típicas de Chapecó e das colônias rurais catarinenses, em geral enfatizando a irreverência, mas também muitas vezes fazendo uma crítica social e de costumes, que nem sempre é percebida imediatamente entre tanto humor. Ao cantar não raro carregam propositalmente no sotaque regional, que tem forte influência dos colonizadores italianos. Por outro lado, não hesitam apresentar em alguns momentos uma veia romântica, em geral exagerada e de caráter brega, explorando a tradição das músicas de "dor-de-cotovelo", sem que isso anule a autenticidade do sentimento.
Em entrevista para Fernando Rosa, editor da Senhor F, que considerou seus discos "uma espécie de crônica de Chapecó", Roberto Panarotto descreveu o pano de fundo que alimenta sua estética:
"A gente define isso, que tu chamou de crônica, como 'colonagem cibernética'. As novas tecnologias sempre aliadas ao dia-a-dia de uma cidade do interior. E se for pensar que Chapecó é interior de Santa Catarina, e que Santa Catarina é interior do Brasil, e o Brasil é uma espécie de interior do mundo, vivemos num eterno interior. Tem os que assumem de verdade a estética da 'colonagem cibernética' ou então as 'crônicas interioranas' e tem os que renegam isso. Temos a consciência que no fundo somos todos 'colonos' querendo parecer 'gente grande'. E não que ser 'gente grande' seja melhor do que ser 'colono'. A 'Colonagem Cibernética' é um equilíbrio dos dois. Um nirvana rural espiritual. Acho que, neste momento, devido as circunstâncias, é inevitável a citação de Star Wars; mas, quem sabe, esse equilíbrio, a que me refiro, vem da força das grandes capitais na relação com a força que vem do 'interior'."
Demétrio Panarotto acrescentou:
"Vale lembrar que alguns escritores consagrados eternizaram cidades fictícias. Nós não precisamos criar uma ficção, pois a realidade (da nossa cidade) nos dá todos os subsídios! E se engana quem pensa que a 'crônica' é apenas de uma cidade do interior. É muito mais do que isso, ou seja, uma 'crônica' do Brasil através do olhar de uma cidade interiorana. E, é claro que as músicas [...] revelam situações e histórias não apenas locais. Mas deixa no folclore prá não magoar ninguém. [...] Estamos deslocados histórica e geograficamente, mas nem por isso estamos deslocados das coisas que estão acontecendo no mundo. Reafirmamos novamente, é a brincadeira da 'Colonagem Cibernética': independente da onde nós estivermos, procuramos nos conectar com o mundo. E, talvez (de novo) seja por isso que a nossa relação com esses centros citados se estabeleça a partir de um grande respeito. Respeitamos todas as informações (nem por isso aceitamos todas), processamos e as devolvemos a partir desta ótica deslocada em forma daquilo que consideramos música".
Seus integrantes estabeleceram fortes laços com a cena porto-alegrense, onde vários grupos surgiram explorando novas maneiras de fazer rock, adotando como postura a "chinelagem", destacando-se as bandas Graforréia Xilarmônica e Aristóteles de Ananias Jr. As bandas fizeram vários shows juntas, Frank Jorge, da Graforréia, tocou baixo em todas as faixas do Vol. 3, e Marcelo Birck, membro da Graforréia e líder da Aristóteles, participou das atividades da Repolho desde a primeira fita demo, principalmente na produção. Segundo Demétrio, "temos muitos pontos em comum com o Marcelo Birck, nós vemos um disco como chance de usar os recursos existentes no momento, não apenas para captar o áudio, mas sim para interferir naquilo que foi gravado. Aí o disco é muito 'cinema': mesa de montagem, edição e corte, sempre buscando a estética da desconstrução dos lugares-comuns na música, em especial na música brasileira".

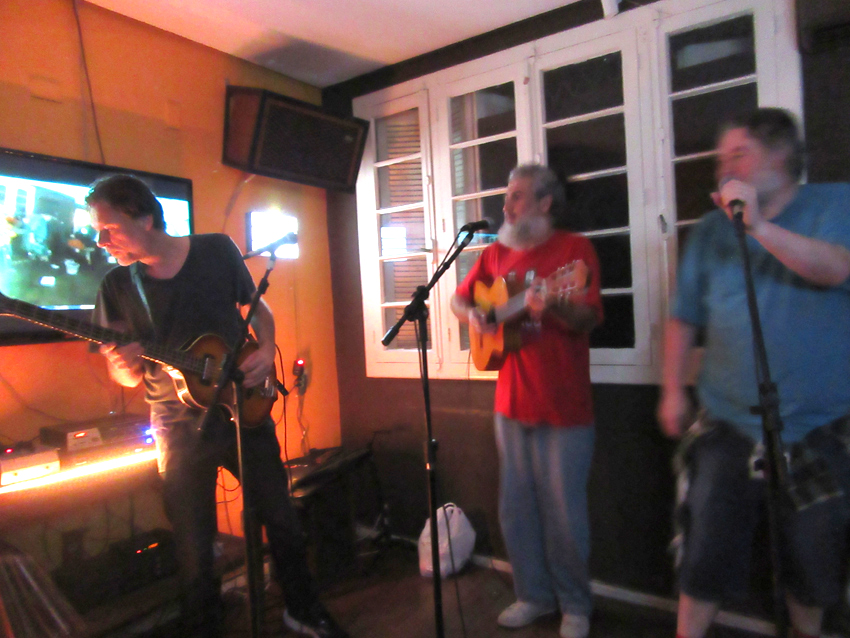
Thomas Dreher, Demétrio Panarotto e Roberto Panarotto. Show dos Irmãos Panarotto em 2019 em Porto Alegre.

Além disso, foi importante a assídua colaboração de Thomas Dreher como técnico de som, contribuindo nas gravações, mixagem e masterização de muitos trabalhos, um nome já lendário entre os roqueiros sulinos pela sua competência técnica e amplo conhecimento musical, sendo ele próprio um músico, mas sobretudo pela facilidade com que sintoniza com as intenções das bandas que grava, estabelecendo um novo e criativo padrão de relacionamento entre autores e técnicos. Segundo Marco Britto, ele e seu irmão Gustavo Dreher "gravaram boa parte dos discos mais expressivos produzidos em Porto Alegre nos anos recentes, como os dos grupos Cachorro Grande, Bidê ou Balde, Júpiter Maçã, Graforréia Xilarmônica, entre outros". Esses contatos aproximaram esteticamente Porto Alegre e Chapecó e nesta cidade estimularam o aparecimento de novos grupos autorais independentes, que deram forma a uma ativa e original cena roqueira que tem sido individualizada como "rock chapecoense".
A Repolho fez numerosas apresentações em seu estado e em outros pontos do Brasil, e participou de vários festivais. As características incomuns da Repolho a colocam fora do mainstream do rock brasileiro, mas seu trabalho tem conseguido uma notável receptividade para um grupo com tal perfil. Fernando Rosa disse que "o fato mostra a popularidade da banda, dona de uma carreira coerente e fora dos espaços mais nobres da midia musical". Para Alexandre Matias, "se há uma banda que colocou Santa Catarina no mapa musical e no cenário pop brasileiro, ela chama-se Repolho".  "Ícone do underground catarinense com suas letras irreverentes, músicas zoadas e shows memoráveis", foi considerada pela revista Senhor F uma das bandas mais importantes e criativas da cena independente nacional. Várias outras personalidades do mundo musical brasileiro deram declarações apreciando seu trabalho, como Carlos Eduardo Miranda, Marcelo Camelo, Edu K e Tom Zé.
Em 2004 Silvia Biehl lançou um documentário sobre a banda, Música sem Parar, que apresenta depoimentos de membros da banda, produtores, parceiros, críticos musicais e de pessoas que escutam sua música pela primeira vez, contando a história e a mitologia formada em torno da Repolho. Com 26 minutos de duração, o documentário foi exibido em vários festivais do Brasil.

## Formações
- Demétrio Panarotto (guitarra e vocais), Roberto Panarotto (vocais), Paulo de Nadal ("Girino", baixo) e Anderson Birde Gambatto ("Passarinho", bateria).
- Irmãos Panarotto, Frank Jorge (baixo) e Anderson Birde Gambatto (bateria).[28]
- Irmãos Panarotto, Marcelo Mendes (baixo) e Anderson Birde Gambatto (bateria).[24]
- Irmãos Panarotto, Carlo Pianta (baixo) e Anderson Birde Gambatto (bateria).[28]
- Irmãos Panarotto, Michel Marcon (baixo) e Ricardo Bellei (bateria).[7]
- Irmãos Panarotto, Nelson Akira FuKai (baixo) e Andreson Birde Gambatto (bateria).[1]

## Discografia

### Demo tapes
- Chapô a Galeria (1993)
- Repolho e a horta da alegria (1994)
- Campo e Lavôra (1995)

### Álbuns
- Repolho Vol. 1 (CD, 1997, Grenal Records)
- Repolho Vol. 2 (CD, 2001, independente)
- Repolho apresenta: Irmãos Panarotto em "2Violão e 1Balde" (CD, 2004, independente)
- Sorria, Meu Bem! (Oh Sweet Lucy) (Compacto em vinil, 2004, independente)
- Repolho Vol.3 (CD, 2006, independente)
- Repolho Vol.4 (CD, 2009, independente)
- Chamando Chuva (CD, 2012, independente)

### Coletâneas
- Ainda Somos Inúteis: Um Tributo ao Ultraje (Monstro Discos, 2004)
- Clássicos das Noites Senhor F (Tratore, 2005)
- Emilio & Mauro - Um Destruidor de Corações (SenhorF Discos, 2008)

## Filme
- Tchuco, Baúco e Sporcatione (2008, Vinil Filmes).[13]